# Albrecht Weber

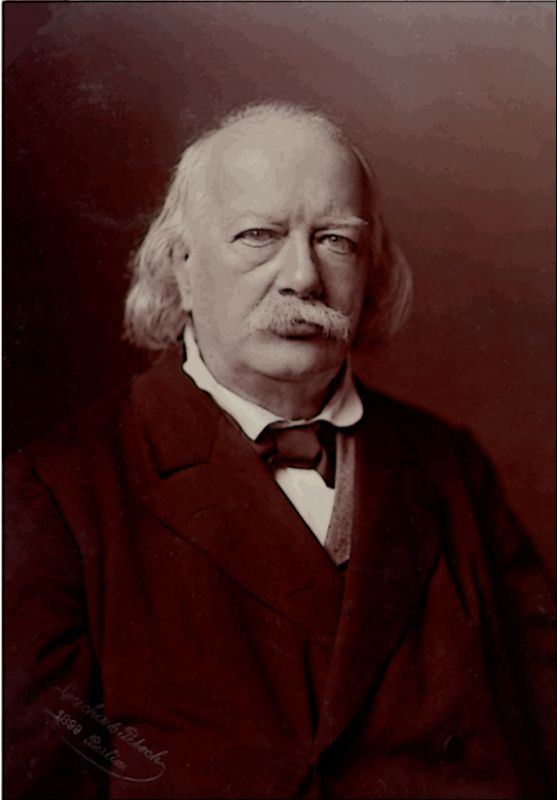
Albrecht Weber, 1899

Albrecht Weber (Breslau, 14 februari 1825 - Berlijn, 30 november 1901) was een Duits oriëntalist, taalkundige en indoloog, vooral bekend van de eerste vertalingen van enkele belangrijke geschriften uit de Indische Oudheid, zoals de Veda's en de jainistische canon.
Albrecht Weber was de zoon van de kameralistische econoom Benedikt Weber. Hij studeerde tussen 1842 en 1845 aan de universiteiten van Breslau, Bonn en Berlijn taalwetenschap, waarbij hij zich specialiseerde in oosterse talen. Hij onderbrak zijn studie in 1846 voor een met een door de Pruisische Academie van Wetenschappen bekostigde studiereis naar Londen, waar hij kennis maakte met Britse geleerden als de oriëntalist Horace Hayman Wilson en de econoom en filosoof John Stuart Mill. Op de terugreis deed Weber Parijs aan, waar hij de indoloog Eugène Burnouf en de arabist Joseph Toussaint Reinaud ontmoette. Hij keerde terug naar Berlijn, waar hij promoveerde en in 1848 habiliteerde. In dezelfde periode raakte hij ook bekend met de Duitse oriëntalist Julius von Mohl. Na zijn habilitatie bleef Weber als privégeleerde oosterse talen bestuderen. Hij werd in 1856 hoogleraar in Berlijn.
Veel belangrijke geschriften uit het Sanskriet werden voor het eerst in het Engels vertaald door Weber, waaronder de "zwarte" en "witte" delen van de Yajur Veda. Hij publiceerde een handboek op het gebied van de Indische literatuurgeschiedenis en recensies over vrijwel alle studies naar de Indische Oudheid en het Sanskriet van zijn tijd. Vanaf 1850 was hij uitgever van het tijdschrift Indische Studien, dat gefinancierd werd door de Deutsche Morgenländische Gesellschaft. Hij gebruikte het tijdschrift ook om zijn eigen vorderingen in de bestudering van antieke geschriften te verkondigen. In de tijdschriften van de Pruisische academie publiceerde hij over de antieke Indische sterrenkunde en de invloed van de Babylonische kennis daarop, en het ontstaan van het epos Ramayana. Zijn vertaling van jainistische geschriften uit het Prakrit was de eerste keer dat geleerden in Europa in aanraking met dit genre kwamen. Weber kreeg enkele manuscripten opgestuurd door de in Brits-India werkende indoloog Georg Bühler.